# Viridrillia hendersoni
Viridrillia hendersoni är en snäckart som beskrevs av Bartsch 1943. Viridrillia hendersoni ingår i släktet Viridrillia och familjen Drilliidae. Inga underarter finns listade i Catalogue of Life.